# Паршин, Анатолий Алексеевич
Анатолий Алексеевич Паршин (6 октября 1923, Сухиничи, Калужская губерния — 20 сентября 2014, Таганрог) — советский промышленный деятель, генеральный директор производственного объединения «Красный котельщик» (1975—1987), Герой Социалистического Труда (1986); доктор технических наук, профессор.

## Биография
В 1941 году он — курсант Ленинградского пехотного училища. Боевое крещение получил при обороне Москвы, командуя взводом автоматчиков. После тяжелого ранения был демобилизован с инвалидностью. 
В 1945—1951 годах — студент энергомашинострительного факультета Московского энергетического института. Окончил его со специальностью инженера-механика по котлостроению. 
После окончания ВУЗа, в 1951 году, получил направление в Таганрог, где начал работать на заводе «Красный котельщик». Прошел на заводе трудовой путь от инженера конструктора до главного инженера (1960) и генерального директора (1975).
Паршин — автор 104 научных работ в области энергомашиностроения, имел 68 авторских свидетельств, из которых 20 внедрены в производство, также ему принадлежат 15 рационализаторских предложений. Диссертация «Исследование и совершенствование технологии изготовления парогенераторов большой мощности» была признана докторской.
Занимался общественной деятельностью. Был делегатом XXVI и XXVII съездов КПСС, членом обкома КПСС, горкома КПСС, депутатом городского Совета народных депутатов.
С 1981 года — профессор кафедры парогенераторостроения Новочеркасского политехнического института.  
Умер 20 сентября 2014 года в Таганроге. Похоронен на Аллее Славы таганрогского Николаевского кладбища.

## Награды и звания
- Герой Социалистического Труда (21 февраля 1986) — за большой вклад в развитие отечественного энергетического машиностроения в одиннадцатой пятилетке.
- Орден Ленина, три ордена Трудового Красного Знамени, орден Дружбы народов, орден Отечественной войны 1-й степени.
- Многие медали, среди которых «За отвагу», «За оборону Москвы», «За Победу над Германией».
- Лауреат премии Совета Министров СССР (1983).
- Заслуженный машиностроитель РСФСР (1983).
- Кавалер ордена «За заслуги перед Ростовской областью» (2012).
- Почётный гражданин Таганрога (2004).

## Труды
- - В содружестве с учеными / А. А. Паршин // Охрана труда и соц. страхование. 1970. № 4. С. 24-25.
  - Особенности конструкции и монтажные характеристики мощных энергетических котлоагрегатов Таганрогского завода «Красный котельщик» / А. А. Паршин, Е. М. Щукин, И. Я. Еремин. М., 1971. 77 с.
  - Совершенствование неразрушающих методов контроля на заводе "Красный котельщик" / А. А. Паршин // Стандарты и качество. 1971. № 2. С. 39-40.
  - Пути и тенденции развития парогенераторостроения на таганрогском заводе "Красный котельщик" / А. А. Паршин // Энергомашиностроение. 1971. № 9. С. 1-3.
  - Государственная аттестация продукции - важнейшая составная часть пятилетнего плана качества / А. А. Паршин // Стандарты и качество. 1972. № 9. С. 45-46.
  - За высокий технический уровень изделий / А. А. Паршин // Стандарты и качество. 1973. № 5. С. 66-68.
  - Основные направления повышения качества и надежности котлов СКД / А. А. Паршин, С. М. Тер-Миносьян. М., 1975. 31 с.
  - Крепнущий союз. Наука и производство / А. А. Паршин // Молот. Ростов н/Д, 1975. 24 янв. С. 2.
  - Экономичные и надежные / А. А. Паршин // Правда. 1975. 19 марта. С. 3.
  - Развитие парогенераторостроения на Таганрогском заводе «Красный котельщик» в X пятилетке / А. А. Паршин // Изв. вузов. Энергетика. Новочеркасск, 1976. № 10. С. 56-60.
  - Электростанциям – надежное оборудование / А. А. Паршин // Молот. Ростов н/Д, 1977. 31 марта. С. 2.
  - Используя резервы / А. А. Паршин // Молот. Ростов н/Д, 1978. 26 июля. С. 3.
  - Работать без отстающих – принцип соревнования и хозяйственного руководства / А. А. Паршин // Соц. труд. 1979. № 9. С. 7-19.
  - Цель - экономичность и надежность / А. А. Паршин // Энергомашиностроение. 1981. № 2. С. 27-29.
  - Вклад котлостроителей в Энергети ческую программу / А. А. Паршин // Безопасность труда в промышленности. 1987. № 10. С. 9-13., ил.
  - Технология котлостроения : [учеб. для сред. спец. учеб. заведений машиностроит. спец.] / А. А. Паршин, С. М. Тер-Миносьян, О. М. Бредихин. М., 1993. 270 с.

## Память
- В октябре 2007 года в парке Таганрога «Дубки» была посажена новая аллея, которая получила имя Анатолия Алексеевича Паршина[2].